# Боробија
Боробија (шп. Borobia) је општина у покрајини Сорија у аутономној заједници Кастиља и Леон, Шпанија.